# Periaptodes frater
Periaptodes frater là một loài bọ cánh cứng trong họ Cerambycidae.